# Nathan MacKinnon
Pour les articles homonymes, voir MacKinnon.
Nathan MacKinnon (né le 1er septembre 1995 à Halifax dans la province de la Nouvelle-Écosse au Canada) est un joueur professionnel canadien de hockey sur glace qui évolue au poste d'attaquant.

## Biographie
Nathan MacKinnon nait le 1er septembre 1995 à Halifax en Nouvelle-Écosse.

### Carrière en club
En 2011, il est repêché par le Drakkar de Baie-Comeau mais ne veut pas porter les couleurs du Drakkar. Il est donc échangé aux Mooseheads d'Halifax avec qui il débute dans la LHJMQ. Les Mooseheads remportent la Coupe du président et la Coupe Memorial 2013. Il est choisi en première position par l'Avalanche du Colorado lors du repêchage d'entrée dans la LNH 2013 au New Jersey le 30 juin 2013. Le 12 octobre 2013, il marque son premier but dans la LNH contre les Capitals de Washington.
Il passe la saison 2013-2014 en intégralité dans la LNH avec l'Avalanche et fait partie des trois joueurs retenus pour remporter le trophée Calder de la meilleure recrue de la saison avec Tyler Johnson et Ondřej Palát du Lightning de Tampa Bay ; il remporte finalement ce trophée. Le 22 février 2015, il inscrit son premier tour du chapeau contre le Lightning de Tampa Bay.
Il remporte la coupe Stanley en 2022 avec Colorado.
Le 21 décembre 2023, dans le match contre les Sénateurs d'Ottawa à Denver, il a marqué 4 buts lors de la rencontre. C'est une première en carrière pour tous les joueurs de l'Avalanche du Colorado.
Le 10 mars 2025, il atteint les 1 000 points grâce à une passe décisive à Artturi Lehkonen.

### En équipe nationale
Il représente l'équipe du Canada à plusieurs reprises au niveau international. Sa première présence est au Défi mondial des moins de 17 ans de hockey en 2011, à Winnipeg. Il fera la même chose l'année suivante en 2012, cette fois-ci du côté de Windsor (Ontario).
En 2013, il représente le Canada, au Championnat du monde junior de hockey sur glace 2013.
En 2016, Mackinnon est de l'équipe Amérique du Nord lors de la Coupe du monde de hockey sur glace 2016.
En 2025, il joue de nouveau pour le Canada lors de la Confrontation des 4 nations où il est nommé meilleur joueur du tournoi.

## Statistiques

### En club
| Saison     | Équipe                | Ligue       |     | Saison régulière | Saison régulière | Saison régulière | Saison régulière | Saison régulière |    | Séries éliminatoires | Séries éliminatoires | Séries éliminatoires | Séries éliminatoires | Séries éliminatoires |
| Saison     | Équipe                | Ligue       | PJ  | B                | A                | Pts              | Pun              | PJ               | B  | A                    | Pts                  | Pun                  |                      |                      |
| 2011-2012  | Mooseheads d'Halifax  | LHJMQ       | 58  | 31               | 47               | 78               | 45               | 17               | 13 | 15                   | 28                   | 12                   |                      |                      |
| 2012-2013  | Mooseheads d'Halifax  | LHJMQ       | 44  | 32               | 43               | 75               | 45               | 17               | 11 | 22                   | 33                   | 12                   |                      |                      |
| 2013       | Mooseheads d'Halifax  | C. Memorial | -   | -                | -                | -                | -                | 4                | 7  | 6                    | 13                   | 0                    |                      |                      |
| 2013-2014  | Avalanche du Colorado | LNH         | 82  | 24               | 39               | 63               | 26               | 7                | 2  | 8                    | 10                   | 4                    |                      |                      |
| 2014-2015  | Avalanche du Colorado | LNH         | 64  | 14               | 24               | 38               | 34               | -                | -  | -                    | -                    | -                    |                      |                      |
| 2015-2016  | Avalanche du Colorado | LNH         | 72  | 21               | 31               | 52               | 20               | -                | -  | -                    | -                    | -                    |                      |                      |
| 2016-2017  | Avalanche du Colorado | LNH         | 82  | 16               | 37               | 53               | 16               | -                | -  | -                    | -                    | -                    |                      |                      |
| 2017-2018  | Avalanche du Colorado | LNH         | 74  | 39               | 58               | 97               | 55               | 6                | 3  | 3                    | 6                    | 4                    |                      |                      |
| 2018-2019  | Avalanche du Colorado | LNH         | 82  | 41               | 58               | 99               | 34               | 12               | 6  | 7                    | 13                   | 2                    |                      |                      |
| 2019-2020  | Avalanche du Colorado | LNH         | 69  | 35               | 58               | 93               | 12               | 15               | 9  | 16                   | 25                   | 12                   |                      |                      |
| 2020-2021  | Avalanche du Colorado | LNH         | 48  | 20               | 45               | 65               | 37               | 10               | 8  | 7                    | 15                   | 2                    |                      |                      |
| 2021-2022  | Avalanche du Colorado | LNH         | 65  | 32               | 56               | 88               | 42               | 20               | 13 | 11                   | 24                   | 8                    |                      |                      |
| 2022-2023  | Avalanche du Colorado | LNH         | 71  | 42               | 69               | 111              | 30               | 7                | 3  | 4                    | 7                    | 4                    |                      |                      |
| 2023-2024  | Avalanche du Colorado | LNH         | 82  | 51               | 89               | 140              | 42               | 11               | 4  | 10                   | 14                   | 4                    |                      |                      |
| Totaux LNH | Totaux LNH            | Totaux LNH  | 791 | 335              | 564              | 899              | 348              | 88               | 48 | 66                   | 114                  | 40                   |                      |                      |

### En équipe nationale
| Année | Équipe                   | Compétition                 |    | PJ | B | A  | Pts | Pun               |  | Résultat |
| 2012  | Canada -18 ans           | Mémorial Ivan Hlinka        | 5  | 5  | 6 | 11 | 14  | Médaille d'or     |  |          |
| 2013  | Canada junior            | Championnat du monde junior | 6  | 0  | 1 | 1  | 4   | 4e place          |  |          |
| 2014  | Canada                   | Championnat du monde        | 8  | 1  | 3 | 4  | 8   | 5e place          |  |          |
| 2015  | Canada                   | Championnat du monde        | 10 | 4  | 5 | 9  | 6   | Médaille d'or     |  |          |
| 2016  | Amérique du Nord -24 ans | Coupe du monde              | 3  | 2  | 1 | 3  | 2   | 5e place          |  |          |
| 2017  | Canada                   | Championnat du monde        | 10 | 6  | 9 | 15 | 6   | Médaille d'argent |  |          |
| 2025  | Canada                   | Confrontation des 4 nations | 4  | 4  | 0 | 4  | 0   | Vainqueur         |  |          |

## Trophées et honneurs personnels

### Ligue de hockey junior majeur du Québec
- 2012-2013 : nommé dans la deuxième équipe d'étoiles

### Coupe Memorial
- 2012-2013 : 
  - remporte le trophée Ed-Chynoweth
  - remporte le trophée Stafford-Smythe
  - nommé dans l'équipe d'étoiles

### Ligue nationale de hockey
- 2013-2014 : remporte le trophée Calder
- 2016-2017 : participe au 62e Match des étoiles
- 2017-2018 : participe au 63e Match des étoiles (2)
- 2018-2019 : participe au 64e Match des étoiles (3)
- 2019-2020 : 
  - remporte le trophée Lady Byng
  - participe au 65e Match des étoiles (4)
- 2021-2022 : 
  - vainqueur de la coupe Stanley avec l'Avalanche du Colorado
  - invité au 66e Match des étoiles mais n'y participe pas en raison d'une blessure (5)
- 2022-2023 : participe au 67e Match des étoiles (6)
- 2023-2024 :
  - participe au 68e Match des étoiles (7)
  - remporte le trophée Ted-Lindsay
  - remporte le trophée Hart
  - sélectionné dans la première équipe d'étoiles
- 2024-2025 : nommé meilleur joueur du tournoi Confrontation des 4 nations